# 渡邊崇
渡邊 崇（わたなべ たかし、1976年2月23日 - ）は、日本の作曲家・音楽プロデューサー。大阪音楽大学特任教授、大阪音楽大学音楽学部音楽学科ミュージッククリエーション専攻主任。
広島県広島市安佐南区毘沙門台出身。

## 経歴
父は小学校教員、母は保育士。広島県立安古市高等学校を経て、摂南大学工学部機械工学科を卒業。大工のアルバイトを経て大阪音楽大学短期大学部作曲専攻へ入学。入学後数々のバンドに籍を置くがそれぞれのバンドでギター、ベース、ドラムを担当するなどマルチプレイヤーな才覚を発揮し始める。海外のロック・フェスティバル等からもオファーが飛び込み始め、活動範囲をワールドワイドに広げて行く中、近年何かに取り憑かれたように突如クラシックや現代音楽の作曲を始める。
2006年に大学を卒業後、大阪を拠点に前衛的なパフォーマンス集団や映画とのコラボレーション、そして演劇のプロデュースもこなしながらPOLA『ホワイティシモ』、三菱電機ビルソリューションズ、キヤノン「Color imageRUNNER」、草彅剛出演P&Gジャパン「アリエール」、パナソニック「エコキュート」、はせがわ「あわせた手」篇、中山美穂出演のドクターデヴィアス化粧品、ベネッセコーポレーション「こどもちゃれんじぷち」など数々のCM楽曲も手掛け、いまや日本のテレビ広告業界において欠かせない音楽家となっており「ポストなにわのモーツァルト」との呼び声が高い。
また2008年には平林勇監督、堀部圭亮主演、渡邊崇音楽プロデュースの映画『BABIN』がスイスのロカルノ国際映画祭2008にて「Prix Film und Video Untertitelung」賞、「Prix Cinema E Gioventu」賞を受賞、短編映画部門で日本人初の快挙を遂げる。
オーヴァーグラウンドとアンダーグ ラウンドの間を器用に行き来する渡邊の魅力は、独自の解釈でクラシックを編纂した新しい現代音楽観にある。

## 受賞歴
- 第37回日本アカデミー賞 優秀音楽賞（2013年、『舟を編む』）[4]
- 2022 62nd ACC TOKYO CREATIVITY AWARDS RADIO & AUDIO クラフト音楽賞(2022年、金鳥 虫コナーズプレミアム)
- 2023 63rd ACC TOKYO CREATIVITY AWARDS RADIO & AUDIO クラフト音楽賞(2023年、金鳥の渦巻、キンチョール、虫コナーズプレミアム、蚊がいなくなるスプレー、蚊対策シリーズ)
- ファンタジア国際映画祭 2024 音楽賞（2024年、『ペナルティループ』

## リリース音源
- 2007年 ベルリンの音楽レーベルOnpa)))))よりソロアルバム"slider"をリリース
- 2008年 日本の映像ディレクター陣が渡邊のもとに集結、DVDアルバム”slider DVD"をリリース
- 2009年 ミニアルバム”swallow”をiTunes Storeにてリリース

## 主な作品

### 映画
- 2008年 平林勇監督作品『BABIN』（短編映画） - ロカルノ国際映画祭（スイス）審査員特別賞および学生審査員賞
- 2009年
  - 堀部圭亮監督作品『悪夢のエレベーター』
  - 平林勇監督作品『aramaki』（短編映画） - 第60回ベルリン国際映画祭短編オフィシャルコンペ部門ノミネート
- 2010年 平林勇監督作品『shikasha』（短編映画） - カンヌ国際映画祭2010 監督週間 短編部門 正式招待
- 2011年
  - 石井裕也監督作品、仲里依紗主演『ハラがコレなんで』
  - 平林勇監督作品『663114』（短編映画） - ヴェネツィア国際映画祭2011 オリゾンティ部門 ノミネート　サンダンス映画祭2012 短編コンペ部門 ベルリン国際映画祭2012 Generation14plusコンペ部門 第66回毎日映画コンクール大藤信郎賞受賞
- 2012年
  - 禱映監督作品、大竹しのぶ主演『女たちの都〜ワッゲンオッゲン〜』
  - 石岡正人監督作品、『アニメ師・杉井ギサブロー』
- 2013年
  - 中野量太監督作品、『チチを撮りに』
  - 石井裕也監督作品、『舟を編む』
  - 平林勇監督作品、『劇場版しまじろうのわお！しまじろうとフフのだいぼうけん』
  - 林海象監督作品、『彌勒 MIROKU』
- 2014年
  - 平林勇監督作品、『しまじろうとくじらのうた』
  - 石井裕也監督作品、『ぼくたちの家族』
  - 片岡翔監督作品、『1/11 じゅういちぶんのいち』
  - 石井裕也監督作品、『バンクーバーの朝日』
- 2015年 平林勇監督作品、『しまじろうとおおきなき』
- 2016年
  - 柳沢翔監督作品、『星ガ丘ワンダーランド』
  - 草野翔吾監督作品、『にがくてあまい』
  - 林家威監督作品、『愛在深秋』
  - 平林勇監督作品、『しまじろうとえほんのくに』
  - 中野量太監督作品、『湯を沸かすほどの熱い愛』
  - 細川徹監督作品、『オケ老人!』
- 2017年
  - 平林勇監督作品、『しまじろうとにじのオアシス』
  - 石井裕也監督作品、『夜空はいつでも最高密度の青色だ』
  - 永井聡監督作品、『帝一の國』
  - 廣原暁監督作品、『ポンチョに夜明けの風はらませて』
- 2018年
  - 今泉力哉監督作品、『パンとバスと2度目のハツコイ』
  - 藤村享平監督作品。『パパはわるものチャンピオン』
- 2019年
  - 筧昌也監督作品。『トラさん～僕が猫になったワケ～』
  - 板橋基之監督作品『くもり ときどき 晴れ』
  - 中野量太監督作品『長いお別れ』
  - 平林勇監督作品『Shell & Joint』
  - 松尾スズキ監督作品『108〜海馬五郎の復讐と冒険〜』
  - 朝倉加葉子監督作品『羊とオオカミの恋と殺人』
- 2020年
  - 今泉力哉監督作品『his』
  - 中野量太監督作品『浅田家!』
  - 林家威監督作品 『カム・アンド・ゴー』
- 2021年
  - 内田英治監督作品『星屑の子』
  - 小川紗良監督作品『海辺の金魚』
  - 島田陽磨監督作品『ちょっと北朝鮮まで行ってくるけん。』
  - リム・カーワイ監督作品『COME & GO カム・アンド・ゴー』
- 2022年
  - 坂下雄一郎監督作品『決戦は日曜日』
  - 斉加尚代監督作品『教育と愛国』
- 2023年
  - 東海林毅監督作品『老ナルキソス』
  - 石井裕也監督作品『愛にイナズマ』
- 2024年
  - 荒木伸二監督作品『ペナルティループ』
  - 島田陽磨監督作品『生きて、生きて、生きろ。』
  - 板橋基之監督作品『そこにあるべきものたち』
- 2025年
  - 山田あかね監督作品『犬と戦争 ウクライナで私が見たこと』

### テレビドラマ
- 2012年 石井裕也監督作品、中村獅童、萩原聖人主演『エンドロール〜伝説の父〜』（2012年3月18日、WOWOW）※第4回WOWOWシナリオ大賞受賞作の映像化
- 2015年 石井裕也監督作品、オダギリジョー、尾野真千子主演『おかしの家』
- 2016年 桑野智宏監督作品、滝藤賢一主演、NHK BSドラマ『ラジカセ』
- 2017年
  - 桑野智宏監督作品、太賀主演、NHK土曜ドラマスペシャル 1942年のプレイボール（2017年8月）
  - 倉田健次監督作品、福原遥、柳美稀主演 『ふたりモノローグ』
- 2018年 豊島圭介、安里麻理監督作品『I''s』
- 2020年 桑野智宏監督作品『就活生日記』
- 2022年
  - 山田能龍監督作品『今どきの若いモンは』
  - 二宮崇、松本拓監督作品『晩酌の流儀』
- 2023年
  - NHK特集ドラマ『軍港の子 ～よこすかクリーニング1946～』
  - 松本拓監督作品『晩酌の流儀2』
- 2024年
  - 吉田照幸、桑野智宏監督作品『VRおじさんの初恋』
  - 『晩酌の流儀3』
  - 森義隆、阿部修英監督作品『母の待つ里』
- 2025年
  - 『晩酌の流儀4』

### その他
- 2017年
  - ライス単独ライブ『ブラン』OPV音楽（山下敦弘監督）
  - 劇団ともだちのおとうと第一回公演『宇宙船ドリーム号』
- 2018年-2020年　TV番組『オガッタ!?』音楽プロデュース
- 2019年
  - テレビアニメ『マナリアフレンズ』（岡本英樹監督）
  - 『えんとつ町のプペル VR』
  - 弦楽五重奏『color singing』
- 2020年
  - 舞台『フリムンシスターズ 』（松尾スズキ演出）
  - 配信ドラマ　中野量太監督『デリバリー2020』
- 2021年　舞台『パ・ラパパンパン』（松尾スズキ演出）
- 2022年　テレビアニメ『ドールズフロントライン』（上田繁監督）
- 2024年
  - テレビアニメ『勇気爆発バーンブレイバーン』（大張正己監督）
  - Disney+『フクロウと呼ばれた男』
  - TVドラマ『みつめてそらして ーcrossroadー』（山戸結希監督）音楽プロデュース
  - NHK FMシアター『春山家サミット』（岸田奈美作）
- 2025年
  - 音楽朗読劇『ひまわりの歌　〜ヘブンズ・レコードからの景色〜』（岡本貴也作・演出）
  - Short Film『IM PERFECTION』（ 佐々木実花(WHOAREYOU)脚本・監督・アート） 受賞 ： ＜COMMENDATION＞Short Films for ADFEST 2025 By The Fabulous Five / NEW DIRECTOR LOTUS

## エピソード
渡邊は自身のブログで、「エビちゃん」という名の“エビの被りものを着た生き物”を描いた事がある。後日、その「エビちゃん」を敬愛する人物が現れ、アニメーションとして命を吹き込まれることとなった。その後、「ティースちゃん」という“人間が笑ったときに見える、白い歯の形をした生き物”も生まれそうになったが、現段階ではその容姿を見た者は存在しない。尚、「エビちゃん」の癖として“お茶を飲もうとする”行為があるが、実際に飲んだことはない。「ティースちゃん」は「てぃーっす！」という挨拶を得意としている。歯は白い。